# Strada statale 194 Ragusana
La strada statale 194 Ragusana (SS 194) è una strada statale italiana che da Catania raggiunge Marina di Modica e Pozzallo attraversando il territorio delle tre province di Catania, Siracusa e Ragusa.
La strada è parte del collegamento principale tra le città capoluogo di Catania e Ragusa collegandosi senza soluzione di continuità con la strada statale 514 di Chiaramonte nei pressi di Vizzini.
È divisa in due diversi tronconi da un tratto della ex strada statale 115 nei pressi di Modica: il primo troncone va dal km 0,300 al km 96,850; il secondo troncone dal km 97,700 al km 113,700. Il primo tronco presenta un tratto, di circa 700 metri, in comune con la strada statale 124 Siracusana (classificato come tale), in corrispondenza dell'abitato di Vizzini (Via dei Galli e Via Roma).

## Percorso

### Da Primosole a Vizzini
La strada ha origine dalla strada statale 114 Orientale Sicula, alla rotatoria in contrada Primosole, nei pressi dell'omonimo ponte sul Simeto provenendo da Catania, con caposaldo leggermente arretrato (300 metri) in seguito alla costruzione della rotatoria. Attraverso un percorso collinare ed in parte tortuoso, dopo aver superato il bivio Iazzotto con la strada statale 385, giunge nei pressi di Lentini. Appena prima dell'abitato, esattamente al km 12, si raccorda con la strada statale 114 dir della Costa Saracena che raggiunge la costa nei pressi di Agnone e che costituisce l'itinerario più diretto sulla viabilità ordinaria da Catania a Ragusa, evitando appunto le colline tra Primosole e Lentini. Superato l'abitato di Lentini in variante la strada inizia a salire verso i 289 m s.l.m. di Francofonte, il cui abitato viene anch'esso superato in variante. Con un percorso quasi costantemente in salita raggiunge il bivio per Vizzini, centro in direzione del quale prosegue la statale, mentre, proseguendo lungo la direttrice principale, si raggiunge Ragusa con la più agevole strada statale 514 di Chiaramonte. 

#### Tabella percorso
| Ragusana tratto Primosole-Vizzini |                                  |      |           |
| Tipo                              | Indicazione                      | ↓km↓ | Provincia |
|                                   | Bivio Primosole Orientale Sicula | 0,0  | CT        |
|                                   | Bivio Iazzotto di Palagonia      | 3,0  | CT        |
|                                   | della Costa Saracena             | 12,0 | SR        |
|                                   | Lentini per Carlentini           | 13,2 | SR        |
|                                   | Lentini per Scordia              | 16,3 | SR        |
|                                   | Lentini                          |      | SR        |
|                                   | per Buccheri                     | 23,1 | SR        |
|                                   | per Scordia                      |      | SR        |
|                                   | per Francofonte                  |      | SR        |
|                                   | Francofonte                      | 29,5 | SR        |
|                                   | Francofonte                      |      | SR        |
|                                   | di Chiaramonte                   | 40,4 | CT        |
|                                   | Siracusana Vizzini               | 44,8 | CT        |

### Da Vizzini a Modica

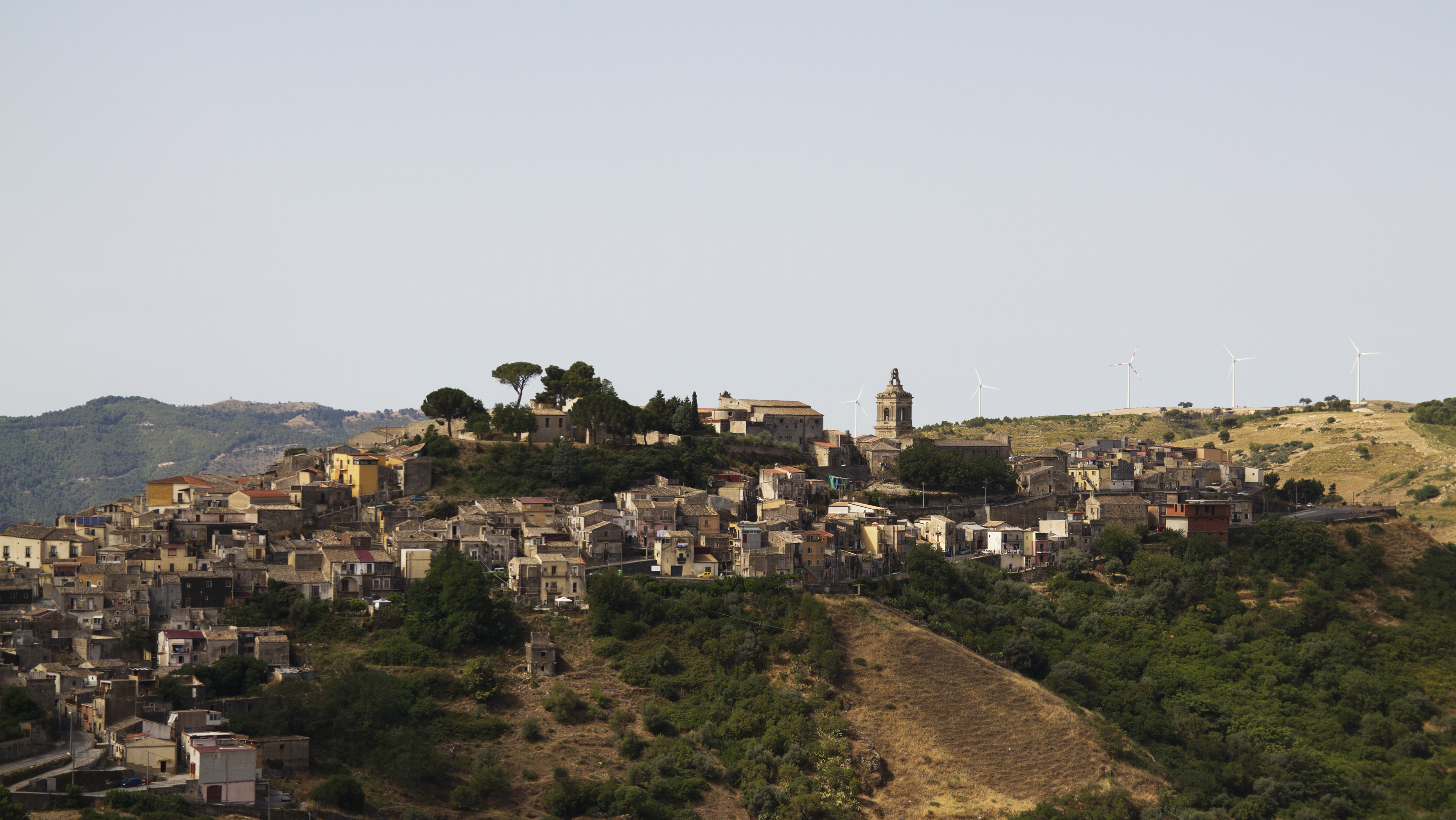
Vizzini, comune servito dalla SS 194

A Vizzini la strada condivide un tratto urbano con la strada statale 124 Siracusana, senza che la progressiva chilometrica proceda sul tratto comune. La strada lascia Vizzini scendendo con diversi tornanti fino a quota 380 m per poi risalire di quota attraversando Monterosso Almo e Giarratana in un continuo variare di livello tra 500 e 600 m circa e con un percorso tortuoso e difficile. In quest'ultimo tratto la strada costeggia quanto rimane della dismessa ferrovia Siracusa–Ragusa–Vizzini e si approssima al lago di Santa Rosalia. La strada un tempo aveva termine al km 86,400, presso il bivio con la vecchia sede della SS 115 a sud di Ibla; adesso comprende il vecchio tratto della suddetta statale (di circa 7 chilometri) fino all'innesto con la strada statale 115 nei pressi del ponte Guerrieri, ai margini dell'abitato di Modica. 

#### Tabella percorso
| Ragusana tratto Vizzini-Modica |                                   |      |           |
| Tipo                           | Indicazione                       | ↓km↓ | Provincia |
|                                | Vizzini Siracusana                | 44,8 | CT        |
|                                | Monterosso Almo                   | 59,5 | RG        |
|                                | per Buccheri                      | 62,8 | RG        |
|                                | per Chiaramonte Gulfi, Ragusa     | 65,3 | RG        |
|                                | Giarratana per Palazzolo Acreide  | 67,5 | RG        |
|                                | per San Giacomo Bellocozzo        | 68,9 | RG        |
|                                | Lago Santa Rosalia                | 76,6 | RG        |
|                                | per San Giacomo Bellocozzo        | 80,6 | RG        |
|                                | Ferrovia Siracusa-Gela-Canicattì  | 82,9 | RG        |
|                                | Ragusa Ibla                       |      | RG        |
|                                | ex per Ragusa                     | 86,3 | RG        |
|                                | Fiume Irminio                     |      | RG        |
|                                | Ferrovia Siracusa-Gela-Canicattì  |      | RG        |
|                                | Rotatoria Dente Crocicchia Modica |      | RG        |
|                                | Sud Occidentale Sicula            | 96,9 | RG        |

### Da Modica a Pozzallo

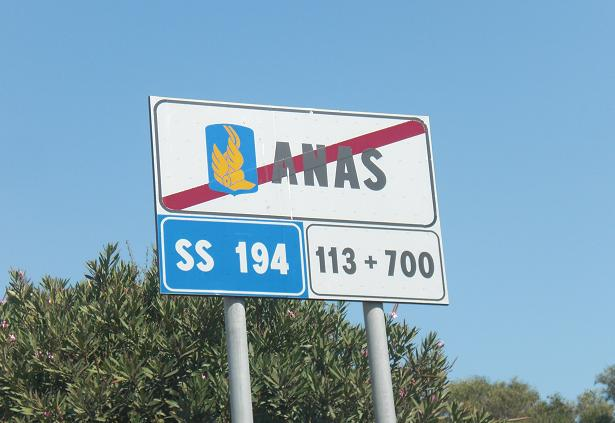
Segnaletica alla fine della SS 194 Ragusana

Un ulteriore nuovo tratto della SS 194 di 15,4 chilometri, con caratteristiche di scorrimento veloce privo di intersezioni, inizia a sud di Modica, collegandosi senza soluzione di continuità alla variante della ex strada statale 115, e ha termine nei pressi di Pozzallo, servendo il porto di Pozzallo, la vicina zona industriale e la località balneare di Marina di Modica. Al km 104 del tratto in questione è possibile accedere all'Autostrada A18 Siracusa-Gela per mezzo del nuovo casello di Modica, aperto il 7 dicembre 2023, il quale rappresenta anche l'attuale termine provvisorio dell'autostrada.

#### Tabella percorso
| Ragusana tratto Modica-Pozzallo |                                                    |       |           |
| Tipo                            | Indicazione                                        | ↓km↓  | Provincia |
|                                 | Sud Occidentale Sicula                             | 97,7  | RG        |
|                                 | Siracusa-Gela (Svincolo di Modica)                 | 104   | RG        |
|                                 | Agglomerato industriale Modica-Pozzallo            | 111,4 | RG        |
|                                 | per Marina di Modica, Pozzallo Traghetti per Malta | 113,7 | RG        |

## Lavori e progetti
La strada, nel tratto facente parte dell'itinerario principale da Catania a Ragusa, cioè dallo svincolo di Lentini all'intersezione con la SS 514, è gravata da un intenso traffico, anche commerciale. Dal 2023 è in realizzazione da parte dell'ANAS il raddoppio del tratto con adeguamento ad autostrada a due corsie per senso di marcia su carreggiate separate.